# Roman Poplewski

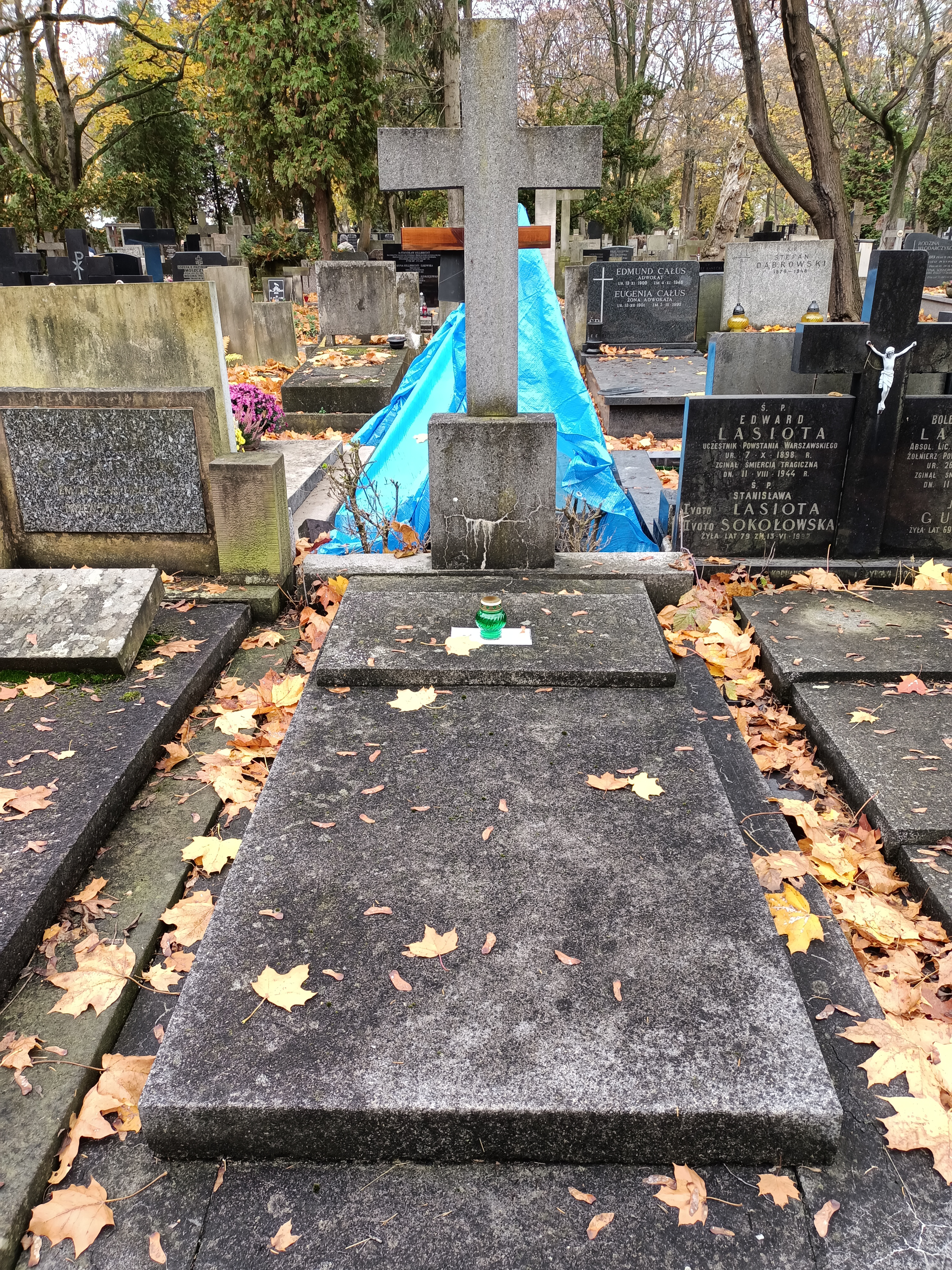
Grób Romana Poplewskiego na Cmentarzu Powązkowskim

Roman Poplewski (ur. 6 marca 1894 w Rychtalu, zm. 14 listopada 1948 w Warszawie) – polski lekarz, anatom.

## Życiorys
Syn ziemianina Ludwika Poplewskiego i jego żony Praksedy Weinhold-Rakoczy. Studia odbył i ukończył w Szwajcarii, gdzie w Genewie otrzymał dyplom lekarski w roku 1919. Następnie podwyższał swoje wykształcenie studiując w Paryżu, w Warszawie, Lipsku, Wrocławiu, Londynie i w Berlinie. W 1927 w Genewie otrzymał tytuł doktora  medycyny.
W tym też czasie w latach 1919-1929 podjął pracę w Zakładzie Anatomii Opisowej Wydziału Lekarskiego Uniwersytetu Warszawskiego, gdzie był asystentem profesora anatomii i antropologii Edwarda Lotha, a w roku 1929 już jako zastępca profesora kierował Zakładem Anatomii Opisowej na Wydziale Medycyny Weterynaryjnej SGGW w Warszawie.
W roku 1930 uzyskał habilitację na Wydziale Lekarskim UW, następnie został w roku 1931 mianowany profesorem nadzwyczajnym anatomii prawidłowej zwierzęcej na Wydziale Weterynaryjnym Uniwersytetu Warszawskiego.
Po wojnie w roku 1945 przeniósł się na Wydział Lekarski Uniwersytetu Warszawskiego, tam pracował jako profesor nadzwyczajny, potem już jako profesor zwyczajny, gdzie kierował katedrą Anatomii Prawidłowej Człowieka. Był w tym czasie również kierownikiem Zakładu Anatomii i Biomechaniki AWF w Warszawie oraz kierował Pracownią Neurometryczną Instytutu Higieny Psychologicznej.
W ostatnim okresie swego życia pracował na Uniwersytecie Warszawskim, gdzie wykładał dla studentów biologii wykłady o anatomii porównawczej kręgowców. Pochowany na cmentarzu Powązkowskim (kwatera 241-3-20).

## Dorobek naukowy
Głównym dziełem Romana Poplewskiego był podręcznik Anatomia ssaków. Czterotomowa praca wydana została w latach 1935-39, ponownie po wojnie światowej w okresie 1947-48. W roku 1937 wydał prace pt. Świat ssaków. Był też autorem pracy z zakresu miologii i biomechaniki, do której materiał zbierał podczas ćwiczeń sportowców na AWF-ie –  Układ mięśniowy człowieka (1948)